# 150-я стрелковая дивизия (1-го формирования)
150-я стрелковая дивизия (1-го формирования) — воинское соединение Вооружённых Сил СССР, принимавшее участие походе в Западную Белоруссию, присоединении Бессарабии, советско-финской войне и в Великой Отечественной войне.
Боевые периоды — с 17 сентября по 28 сентября 1939 года, с 30 ноября 1939 по 13 марта 1940 года, с июня по июль 1940 года и с 22 июня 1941 по 30 июня 1942 года.

## История
Дивизия была сформирована в сентябре 1939 года в Белорусском военном округе (БОВО) в Новозыбкове. В сентябре-октябре 1939 года она принимала участие в боевых действиях в Западной Белоруссии в составе 3-й армии. В декабре 1939 — марте 1940 года 150 сд участвовала в советско-финской войне. 5 ноября 1939 она получила приказ на отправку в Красное Село, где поступила в резерв 7-й армии. В период войны действовала на крайнем правом фланге 7-й армии, а затем 13-й, в районе Тайпале. 20 марта отправлена на перегруппировку, а 7-14 апреля 1940 года погружена в эшелоны и отправлена в БОВО. В июне — июле 1940 года принимала участие в Бессарабской кампании.
В июне 1941 года дивизия находилась в Одесском военном округе: 674-й и 469-й стрелковые полки дислоцировались непосредственно в Одессе, а третий — 756-й — в районе села Беляевка возле Днестра. С началом войны её выдвинули в район Вишнёвка — Баймаклия.
24 июня 1941 года был образован Южный фронт, в который была включена и 9-й армия. 150 сд была подчинена 48-му стрелковому корпусу.
6 июля решением Военного совета Южного фронта для обороны Одессы была создана Приморская группа войск, костяк которой составили три левофланговые дивизии 9-й армии — 25, 150 и 51-я стрелковые дивизии 14-го стрелкового корпуса. По состоянию на 12 июля дивизия вместе с частями 51 сд занимала фронт на рубеже Минжир — Зернешти. В ней насчитывалось 9019 человек. В дивизии имелось 379 машин (из них 246 грузовых и 59 тракторов), 1677 лошадей, 1 мотоцикл, 10 бронемашин; она располагала 4787 винтовками, 159 станковыми и 44 зенитными пулемётами, 121 орудием, 30 гаубицами и 117 миномётами.
8 июля на участке 150 сд в районе Фельчиу противник форсировал Прут, и дивизия начала нести первые серьёзные потери. На 16 июля дивизия потеряла 65 человек убитыми, 535 ранеными и 26 пропавшими без вести.
В связи с отходом 18-й армии и угрозой окружения дивизию к 19 июля отвели на рубеж Селемет — Топал. В ночь на 24 июля она переправилась в Тирасполе через Днестр и на следующий день была переброшена к Котовску, где заняла оборону на северных окраинах города. После тяжёлых оборонительных боёв дивизия была вынуждена 28 июля оставить город и начать движение через Берёзовку на Николаев к переправам через Южный Буг.
К утру 17 августа 150 сд вместе с другими частями 9-й армии удалось прорваться на восточный берег р. Ингулец на участке Херсон — Галагановка, а затем переправиться через Днепр и занять оборону, имея задачей прикрытие херсонского направления. На 27 августа в дивизии числилось 6958 человек. Она располагала 1516 лошадьми, 264 машинами и 32 тракторами. Из вооружений у неё имелось 4114 винтовок, 267 пулемётов (34 станковых, 233 ручных и ПТД), 28 миномётов, 18 противотанковых оружий, 13 76-мм пушек и 29 гаубиц.
6 сентября дивизию привлекли к участию в боях под Каховкой. Ей ставилась задача нанести контрудар по правому флангу противника в районе Чернянки. Однако наступление успеха не имело, а 11 сентября оборона 9-й армии оказалась прорванной, и 150 сд пришлось начать отход на восток. К исходу 19 сентября она занимала положение на рубеже коммуна им. Ворошилова — Марианфельд. К исходу 30 сентября дивизия одним полком удерживала рубеж Фейна — Большевик. Два её полка находились в районе Маяка в армейском резерве.
В октябре 1941 года, чтобы не допустить прорыва немцев к Ростову, был создан Таганрогский боевой участок, в который помимо прочих входила и 150 сд. 3 октября её вывели из состава 9-й армии и по железной дороге перебросили в новый район сосредоточения. На войска этого участка возлагалась задача организовать оборону по восточному берегу реки Миус от Успенской до Таганрога. 5 ноября танки Клейста двинулись на 9-ю армию, прикрывавшую подступы к Ростову-на-Дону, в результате чего советским войскам пришлось начать отступление. 150 сд отходила с боями на Новошахтинск.
В начале января 1942 года 150 сд приняла участие в Барвенково-Лозовской операции, действуя в районе Ударник — Царедаровка. В мае этого же года дивизия в составе 57-й армии участвовала в Харьковской операции. В полдень 16 мая она перешла в наступление в районе Лозовой и прорвала оборону противника на глубину 7-10 км. Наступление дивизии, однако, не было развито и никакого влияния на оперативную обстановку не оказало. В ходе немецкого контрнаступления части дивизии оказались в окружении и были уничтожены. В конце июня 150 сд была расформирована как погибшая.

## Состав
- 469-й стрелковый полк
- 674-й стрелковый полк
- 756-й стрелковый полк
- 328-й артиллерийский полк
- 224-й отдельный истребительный противотанковый дивизион
- 320-й отдельный зенитный артиллерийский дивизион
- 175-й разведывательный батальон
- 221-й сапёрный батальон
- 258-й отдельный батальон связи
- 195-й медсанбат
- 171-я отдельная рота химзащиты
- 108-й автотранспортный батальон
- 177-й полевой автохлебозавод
- 207-й дивизионный ветеринарный лазарет
- 290-я походная ремонтная мастерская
- 190-я дивизионная артиллерийская мастерская
- 73-я полевая почтовая станция
- 314-й полевая касса Госбанка

## Подчинение
| На дату    | Фронт (округ)      | Армия               | Корпус                 | Группа            |   |
| ---------- | ------------------ | ------------------- | ---------------------- | ----------------- | - |
| 22.06.1941 | -                  | 9-я отдельная армия | -                      | -                 |   |
| 01.07.1941 | Южный фронт        | 9-я армия           | 14-й стрелковый корпус | -                 |   |
| 10.07.1941 | Южный фронт        | -                   | 14-й стрелковый корпус | Приморская группа | - |
| 01.08.1941 | Южный фронт        | 9-я армия           | -                      | -                 |   |
| 01.09.1941 | Южный фронт        | 9-я армия           | -                      | -                 |   |
| 01.10.1941 | Южный фронт        | 9-я армия           | -                      | -                 |   |
| 04.10.1941 | Южный фронт        | 12-я армия          | -                      | -                 |   |
| 01.11.1941 | Южный фронт        | 9-я армия           | -                      | -                 |   |
| 01.12.1941 | Южный фронт        | 37-я армия          | -                      | -                 |   |
| 01.01.1942 | Южный фронт        | 12-я армия          | -                      | -                 |   |
| 01.02.1942 | Южный фронт        | 37-я армия          | -                      | -                 |   |
| 01.03.1942 | Южный фронт        | 37-я армия          | -                      | -                 |   |
| 01.04.1942 | Южный фронт        | 9-я армия           | -                      | -                 |   |
| 01.05.1942 | Южный фронт        | 57-я армия          | -                      | -                 |   |
| 01.06.1942 | Юго-Западный фронт | 57-я армия          | -                      | -                 |   |

## Командиры
- Князьков, Сергей Алексеевич (19.8.1939 — 12.2.1940), полковник
- Пастревич, Александр Иванович (15.02.1940-_.01.1941), комбриг
- Хорун, Иосиф Иванович (17.01.1941 — 26.10.1941), генерал-майор
- Егоров, Даниил Григорьевич (27.10.1941 — июнь 1942), генерал-майор

## Отличившиеся воины
- Гутин, Василий Леонтьевич, младший политрук, политрук роты 674 стрелкового полка. Звание присвоено посмертно.
- Дёмкин, Александр Самуилович, красноармеец, пулемётчик 756 стрелкового полка.
- Майский, Сахип Нурлугаянович, капитан, командир батальона 674 стрелкового полка.Умер от ран 24 января 1942 года.Навечно зачислен в списки личного состава части.
- Прохоров, Александр Васильевич, политрук, комиссар батальона 469 стрелкового полка. Звание присвоено посмертно.
- Романенков, Александр Михайлович, младший командир, командир сапёрного отделения 756 стрелкового полка. Звание присвоено помертно.
- Синютин, Николай Петрович, старший лейтенант, командир батальона 469 стрелкового полка.Погиб в бою 15 ноября 1941 года.
- Телешев, Андрей Григорьевич, старший лейтенант, командир моторизованной роты 175 отдельной разведывательной роты.Звание присвоено посмертно.
- Турцевич, Николай Фёдорович, лейтенант, командир взвода моторизованной роты 175 отдельного разведывательного батальона.Звание присвоено посмертно.